# Leon Ballif
Leon Ballif (n. 18 februarie 1892, Țibănești, România – d. 18 mai 1967, Iași, România) a fost un medic psihiatru, profesor universitar la Facultatea de Medicină din Iași, rector al Universității „Alexandru Ioan Cuza” din Iași între anii 1947-1948, director al Spitalului „Socola” și unul din reprezentanții de seamă ai școlii de psihiatrie de la „Socola”.

## Biografie
Leon Ballif a urmat cursurile Liceului Național din Iași unde a obținut bacalaureatul în 1910. A urmat ulterior studiile medicale la Facultatea de Medicină din Iași, devenind doctor în medicină în anul 1919. Cariera universitară a început-o la 1 februarie 1919 ca asistent la Catedra de Fiziologie a Facultății de Medicină, devenind ulterior șef de lucrări (1926). Devine conferențiar de Semiologie medicală în 1931 și profesor titular la Catedra de Boli mintale și nervoase în 1933.
Interesat de bolile mintale, Leon Ballif a fost mai întâi medic secundar la Spitalul „Sf. Spiridon” (1919-1922), ocupând apoi un post de medic secundar la Spitalul Socola (1922-1924) unde a fost elevul academicianului C.I. Parhon. În perioada 1924-1925 a fost bursier al Fundației Rockfeller pentru studiul Fiziologiei nervoase la Oxford și Cambridge. Reîntors la Iași, devine medic primar la același spital (1924-1928) fiind și director al acestuia între anii 1928-1936.
Leon Ballif și-a îndeplinit serviciul militar în 1910-1911 la Regimentul 4 Vânători Iași și ulterior a participat la campania din 1913 a Războiului Balcanic precum și la Primul Război Mondial (1916-1917) cu gradul de medic-căpitan.

## Societăți savante
A fost membru Societății de Medici și Naturaliști din Iași, al Societății de Biologie, al Societății de Pediatrie, al Societății de Chimie biologică, al Societății de Neurologie, Psihiatrie, Psihologie și Endocrinologie, precum și membru al „American Association for the Study of the Feeble-Minded”.

## Familia
Fratele său, generalul Ernest Ballif (n. 1871 - d. 1940), a fost aghiotantul Regelui Ferdinand și al Reginei Maria, administrator al Domeniilor coroanei și membru al Consiliului de Coroană.
Fiica sa, Asia, a fost medic pediatru, profesor la Facultatea de Medicină din Iași și director al Spitalului de Copii din Iași. A fost căsătorită cu chirurgul Gheorghe Chipail. 

## Ordine și decorații
- Ordinul „Bărbăție și Credință” (1913)
- Ordinul Steaua României cu spade cu gradul de Cavaler
- Ordinul Coroana României în grad de Comandor
- Medalia Victoria Marelui Război pentru Civilizație 1916-1921.[1]
- Crucea „Meritul Sanitar” cl. I (9 mai 1942) pentru „devotament și abnegație în opera de îngrijire a răniților de războiu, aducând și importante contribuțiuni de ordin moral și material în greaua misiune de organizarea și întreținere a spitalelor de răniți”[5]
- titlul de „Profesor Emerit al Republicii Populare Romîne” (5 noiembrie 1962) „pentru activitatea îndelungată, contribuție în dezvoltarea științei și merite deosebite în dezvoltarea învățămîntului superior”[6]

## In memoriam
În cartierul Bucium din Iași trei străzi perpetuează amintirea profesorului Ballif: strada Leon Ballif, aleea Leon Ballif și fundacul Leon Ballif.